# Valentin Lavillenie
Pour son frère aîné, lui aussi perchiste, voir Renaud Lavillenie.
Valentin Lavillenie (né le 16 juillet 1991 à Barbezieux-Saint-Hilaire) est un athlète français, spécialiste du saut à la perche. Il est le frère cadet de Renaud Lavillenie, ancien recordman du monde de saut à la perche. Il est notamment vice-champion d'Europe en salle en 2021. 

## Biographie
Valentin Lavillenie commence le saut à la perche au sein du Cognac Athletic Club sous la conduite de son père Gilles Lavillenie, puis rejoint en 2010 le groupe d'entraînement de Georges Martin à Bordeaux. En 2012, il intègre le pôle France de Clermont-Ferrand où il côtoie son frère aîné Renaud Lavillenie au Clermont Athlétisme Auvergne, entraîné successivement par Damien Inocencio puis Philippe d'Encausse.
En février 2013, Valentin Lavillenie porte son record personnel en salle à 5,65 m à l'occasion du Perche Elite Tour de Nevers et réalise à cette occasion les minima de qualifications pour les Championnats d'Europe en salle de Göteborg. Le lendemain, lors du meeting indoor AthléLor de Metz, il termine deuxième du concours, derrière son frère Renaud, en franchissant une barre à 5,70 m. Il réalise les minima pour les Championnats du monde en plein air de Moscou,.
Le 3 juin 2013, il remporte l'épreuve de la perche au meeting Pro Athlé Tour de Montreuil et porte son record en plein air à 5,65 m. Il se classe troisième des Championnats d'Europe espoirs de Tampere en Finlande, avec un saut à 5,50 m. Il se qualifie pour la finale du concours des Championnats du monde à Moscou, le 12 août 2013, mais finit dernier du concours sans parvenir à franchir la première barre à 5,50 m. Il remporte par la suite les Jeux de la Francophonie qui se déroulent au stade Charles-Ehrmann à Nice en franchissant 5,50 m.
Durant l'hiver 2015 il améliore son record personnel à 5,80 m, il est le deuxième Français le plus haut en activité derrière son frère Renaud, mais depuis dépassé par Kevin Menaldo et Axel Chapelle. Il termine à la sixième place des Championnats d'Europe en salle avec 5,65 m. Fin mai, il améliore son record extérieur à Eugene aux États-Unis.
Le 15 juillet, bien que sélectionné pour les mondiaux, Valentin Lavillenie déclare forfait pour sa participation pour cause de blessure lors de l'entraînement. 
Le 19 décembre 2015, il se classe quatrième du meeting d'Aulnay-sous-Bois avec 5,61 m, derrière son frère Renaud (5,71 m), Jérôme Clavier et Kévin Menaldo (5,61 m). Début avril, pendant un stage sur l'Ile de la Réunion, Valentin Lavillenie améliore son record personnel en plein air à 5,71 m, performance qui le permet de se qualifier pour les Jeux olympiques de Rio et les Championnats d'Europe d'Amsterdam. Il confirme sa régularité en Allemagne où il franchit successivement 5,65 m puis 5,70 m à Deux-Ponts, avant d'échouer de peu à 5,81 m. 
Le 7 mai 2017, à l'occasion du premier tour des Interclubs, Lavillenie saute 5,60 m puis améliore cette marque à 5,70 m à Prague le 5 juin, le plaçant à seulement un centimètre de son record en plein air. 
Le 18 juillet 2017, la FFA le sélectionne pour participer aux Championnats du monde de Londres. Il échoue en qualifications malgré 5,60 m. 
Le 18 février 2018, il devient vice-champion de France en salle à Liévin avec une barre à 5,72 m, sa deuxième meilleure performance de sa carrière. Il est devancé par son frère Renaud, auteur de 5,83 m.
Le 6 mai 2018, lors du 1er tour des Interclubs, il se blesse lourdement à la cheville qui nécessite une opération et l'insertion de dix vis.
Le 2 juin 2019, de retour de blessure, il égale son record personnel de 2015 avec une barre à 5,71 m. Le 14 juin 2019, à Pierre-Bénite, il améliore son record personnel de dix centimètres en effaçant une barre à 5,81 m, et réalise officiellement les minimas pour les championnats du monde,. Le 12 juillet, lors du meeting de Monaco, il bat son record personnel en passant 5,82 m à la première tentative. Il manque cependant son concours de saut à la perche lors des championnats de France en plein air de Saint-Etienne le 28 juillet en échouant à trois reprises à 5,51 m. Le 28 septembre, il se qualifie pour la deuxième finale mondiale de sa carrière aux championnats du monde de Doha après avoir passé 5,75 m dès le premier essai, tandis que son frère Renaud est lui éliminé,. Le 1er octobre, il termine sixième de la finale du saut à la perche des Mondiaux en passant 5,70 m à son deuxième essai, réalisant son objectif d'être finaliste (top 8) de l'épreuve.
Le 14 août 2020, alors qu'il était censé reprendre la compétition au Meeting Herculis de Monaco, Valentin Lavillenie est testé positif au COVID-19.[non pertinent]
En 2024, une blessure le contraint à interrompre sa saison et à privilégier une période de récupération physique. Il reprend la compétition au début de l’année 2025. En février, il participe au All Star Perche de Clermont-Ferrand, où il réalise sa meilleure performance de la saison (SB) avec un saut à 5,63 m. La suite de sa saison s’annonce prometteuse en vue de l’été.

## Palmarès
| Date | Compétition                         | Lieu     | Résultat | Marque |
| ---- | ----------------------------------- | -------- | -------- | ------ |
| 2013 | Championnats d'Europe espoirs       | Tampere  | 3e       | 5,50 m |
| 2013 | Jeux méditerranéens                 | Mersin   | 5e       | 5,40 m |
| 2013 | Championnats du monde               | Moscou   | 13e      | NM     |
| 2013 | Jeux de la Francophonie             | Nice     | 1er      | 5,50 m |
| 2015 | Championnats d'Europe en salle      | Prague   | 6e       | 5,65 m |
| 2017 | Championnats du monde               | Londres  | 14e      | 5,60 m |
| 2019 | Championnats du monde               | Doha     | 6e       | 5,70 m |
| 2021 | Championnats de France en salle     | Miramas  | 1er      | 5,77 m |
| 2021 | Championnats d'Europe en salle      | Toruń    | 2e       | 5,80 m |
| 2022 | Championnats du monde en salle      | Belgrade | 4e       | 5,85 m |
| 2025 | Championnats de France en salle     | Miramas  | 5e       | 5,60 m |
| 2025 | Championnats de France en plein air | Talence  | 6e       | 5,55 m |

## Records
| Épreuve          | Épreuve   | Marque | Lieu          | Date                              |
| ---------------- | --------- | ------ | ------------- | --------------------------------- |
| Saut à la perche | Plein air | 5,82 m | Monaco Zagreb | 12 juillet 2019 14 septembre 2021 |
| Saut à la perche | En salle  | 5,85 m | Belgrade      | 20 mars 2022                      |